# جستجوگر دسکتاپ

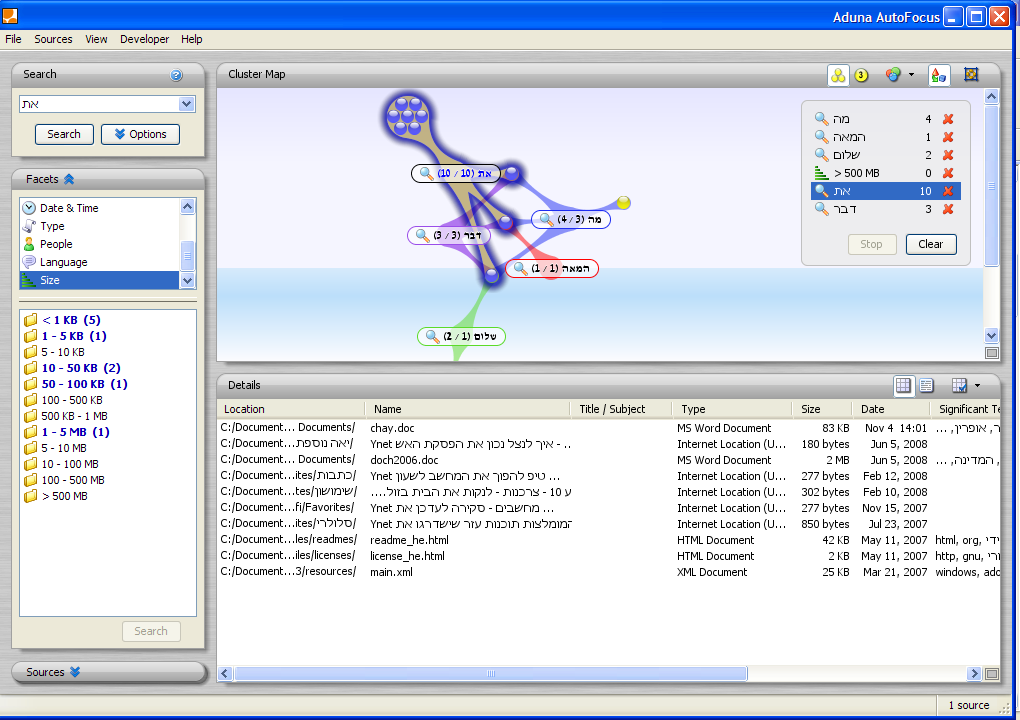
نقطه شروع شما بعد از وارد شدن به ویندوز، کار کردن با دسکتاپ (Desktop) یا میز کار ویندوز 10 است. دسکتاپ ویندوز 10 می‌تواند یک پس زمینه تصویری و یا صرفا یک پس زمینه رنگی داشته باشد. آیکون‌های و ابزارهای سیستمی مانند سطل زباله و غیره نیز بر روی آن قرار گرفته است. برخی از آیکون‌های میانبر از پوشه‌ها، فایل‌ها و نرم‌افزارهایی که می‌توانید با آن کار کنید نیز بر روی این بخش قرار گرفته است. در پایین صفحه نمایش نیز به شما نواروظیفه (Taskbar) قرار گرفته است که به شما امکان دسترسی به موارد بیشتر را می‌دهد.
بررسی کرد دسکتاپ ویندوز 10
اولین پس زمینه‌ای که در ویندوز 10 به شما نمایش داده می‌شود، بخشی از فرایند نصب این سیستم عامل است. اگر شما نسخه ویندوز خودتان را به روز کرده باشید و یا آن را ارتقا داده‌اید، می‌توانید تنظیمات خودتان را نگهدارید و پس زمینه شما تغییر نخواهد کرد. اگر رایانه‌ای خریده باشید که ویندوز 10 از قبل بر روی آن نصب شده است، این احتمال وجود دارد که پس زمینه تبلیغاتی از شرکت فروشنده برای شما نمایش داده شود (برای مثال، رایانه‌های Dell ممکن است به جای آرم ویندوز لوگوی شرکت Dell را نمایش دهند).
تصویر زمینه پیش فرض ویندوز
تصویر زمینه پیش فرض ویندوز
تنها آیکونی که به صورت معمول بر روی صفحه نمایش شما نمایش داده می‌شود، سطل زباله (Recycle Bin) است، که به صورت موقت پوشه‌ها و فایل‌هایی که پاک می‌کنید را در خود نگه می‌دارد. سطل زبان در گوشه سمت چپ بالای دسکتاپ نمایش داده می‌شود (اما شما می‌توانید آن را به هر جایی انتقال دهید) و ممکن است که آیکون آن به صورت پر یا خالی (مانند تصویر زیر) باشد.
تصویر سمت راست: سطل زباله پر، سمت چپ: سطل زباله خالی است.
تصویر سمت راست: سطل زباله پر، سمت چپ: سطل زباله خالی است.
نرم‌افزارهایی که شما بر روی ویندوز 10 خودتان نصب می‌کنید ممکن است میانبرهایی را بر روی دسکتاپ ایجاد کنند که بتوانند به شما امکان دسترسی سریع را بدهند. شما می‌توانید میانبرهای مخصوص خودتان را نیز بر روی دسکتاپ قرار دهید. بیشتر شرکت‌های رایانه‌ای که اقدام به فروش رایانه‌هایی با سیستم عامل ویندوز 10 می‌کنند، ممکن است نرم‌افزارهایی را بر روی سیستم شما نصب کرده باشند یا فایل‌های تبلیغاتی را بر روی سیستم شما قرار داده باشند. ظاهر دسکتاپی که ما در این سری از مقالات به شما نمایش می‌دهیم، ممکن است با رایانه شما تفاوت‌هایی داشته باشند، اما عملکردها هر دو یکسان است. ممکن است شما با کار کردن با آیکون نرم‌افزارها در منوی استارت (Start) راحتتر باشید. (این موضوع را در بخش بعدی این مقالات توضیح می‌دهم)، و در نتیجه صفحه دسکتاپ خودتان را خالی نگهدارید (من خودم از صفحه خالی دسکتاپ بیشتر لذت می‌برم، شلوغی آن هم در بدو ورود به کامپیوتر می‌تواند ذهن شما را خراب کند).
خود دسکتاپ تنها یک صفحه نمایش با یک پس زمینه است که فایل‌هایی که در یکی از دو پوشه Desktop (که بخشی از حساب کاربری شماست) وPublic Desktop (که بین کاربران مشترک است) را نشان می‌دهد. برخی از افراد دوست دارند که به راحتی به هر پوشه و فایلی که در رایانه خودشان دسترسی داشته باشند استفاده از این دو پوشه می‌تواند کمک خوبی برای شما باشد

جستجوگر دسکتاپ نام گروهی از ابزارهای جستجو است که محتویات فایل‌های رایانهٔ کاربر را جستجو می‌کند، به جای آنکه بر روی اینترنت به جستجو بپردازد. این ابزارها طراحی شده‌اند تا به جستجوی اطلاعاتی بر روی کامپیوتر شخصی، از قبیل تاریخچه مرورهای وب، آرشیو ایمیل، سندهای متنی، فایل‌های صوتی، عکس و فیلم بپردازند.
یکی از اصلی‌ترین فواید برنامه‌های جستجوی دسکتاپ آن است که نتایج جستجو در چند ثانیه نمایان می‌شوند: جستجوگر همراه ویندوز هم می‌تواند کمک کند، اما فقط در میان فایل‌ها و پوشه‌ها جستجو می‌کند، نه درمیان ایمیل یا داده‌های مخاطبین، و همچنین تا قبل از اینکه شما سرویس نمایه‌سازی (در ویندوز ۲۰۰۰ یا xp) را فعال نکرده باشید، ابزار جستجوی ویندوز بشدت کند عمل می‌کند. ویندوز ویستا به‌طور پیش فرض سرویس جستجو را فعال می‌کند. انواع گوناگونی از نرم‌افزارهای جستجوی دسکتاپ هم‌اکنون موجود هستند؛ این لیست را برای مثال ببینید.
جستجوی دسکتاپ تبدیل به یک نگرانی عمده برای شرکت‌های بزرگ شده‌است: به دو دلیل عمده: بازدهی نامنظم و امنیت.
یک آمار عمومی حاکی از آن است که ۸۰٪ از داده‌های شرکت‌ها، به صورت داده‌های غیر ساختیافته گیر افتاده‌اند - اطلاعاتی که بر روی کامپیوتر شخصی کاربر نهایی ذخیره شده‌اند، فایل‌ها و پوشه‌هایی که بر روی شبکه ساخته شده‌اند، اسنادی که در مخازنی همانند اینترانت داخلی شرکت ذخیره شده‌اند و بسیاری مراکز دیگر. بعلاوه، خیلی از شرکت‌های دیگر اطلاعات ساختیافته یا غیر ساختیافته‌ای دارند که در فرمت‌های فایل قدیمی ذخیره شده‌اند که آماده دستیابی نیستند.

## تکنولوژی‌ها
موتورهای جستجوی دسکتاپ یک نمایه پایگاه داده می‌سازند و آن را برای بهبود کارایی نگهداری می‌کنند در زمانی که به دنبال چندین گیگا بایت داده جستجو می‌شود. نمایه‌سازی معمولاً زمانی روی می‌دهد که کامپیوتر بیکار است و همچنین اکثر برنامه‌های جستجو می‌توانند هنگامی که کامپیوتر قابل حمل بر روی باتری کار می‌کند، خودشان را در جهت ذخیرهٔ انرژی بیشتر معلق نگه دارند. ابزار جستجوی دسکتاپ هنگامی که فایل‌ها را ایندکس می‌کند، به کار جمع آوری سه نوع از اطلاعات دربارهٔ فایل‌ها را معمولاً می‌پردازد.
- نام پرونده‌ها و پوشه‌ها
- متا دیتا، همانند عناوین، مولفین، توضیحات
- محتویات اسناد پشتیبانی شده.